# Gordionus scaber
Gordionus scaber är en tagelmaskart som beskrevs av Müller 1927. Gordionus scaber ingår i släktet Gordionus och familjen Chordodidae. Inga underarter finns listade i Catalogue of Life.